# جان آرات
جان آرات (انگلیسی: Can Arat؛ زادهٔ ۲۱ ژانویهٔ ۱۹۸۴) بازیکن فوتبال در پست مدافع ارمنی‌تبار اهل ترکیه است.

## باشگاهی
از باشگاه‌هایی که در آن بازی کرده‌است می‌توان به باشگاه فوتبال استانبول باشاک‌شهر، باشگاه فوتبال فنرباغچه، باشگاه فوتبال سیواس‌اسپور، و باشگاه فوتبال آنتالیااسپور اشاره کرد.

## تیم ملی
وی همچنین در تیم‌های ملی فوتبال زیر ۱۷ سال ترکیه زیر ۱۹ سال ترکیه، زیر ۲۱ سال ترکیه، تیم A2 ترکیه و بزرگسالان ترکیه بازی کرده‌است.